# 陈彬 (1919年)
陈彬（1919年9月26日—1998年12月21日），男，四川通江人，中华人民共和国政治人物，第一任中华人民共和国国防科学技术工业委员会主任，少将军衔。

## 生平
1919年9月26日生於四川通江。
十六岁时参加中国工农红军，并被选入军委通讯学校学习，参加了长征，后被编入西路军，到达新疆。
1938年回到延安后，经中国共产主义青年团团员转为中国共产党党员。
抗日战争中，他在八路军115师师部电台工作，经历过著名的“陆房突围”，而后一直在华东工作，直到1949年中华人民共和国建立。曾任华东军区第7兵团兼浙江军区司令部队列处长， 后调北京在军委总参军务部任职。
1961年晋升少将军衔。
1969年出任国家计划委员会副主任。後出任国防科学技术委员会副主任。
1982年出任新建立的国防科学技术工业委员会首任主任，同年中共十二大上被选为中共中央委员会委员。
1985年因年龄原因卸任国防科工委主任、中央委员会委员。
1987年中共十三大上选为中央顾问委员会委员。
1998年逝世，享年79岁。